# Fowtbolayin Akowmb Ararat-Armenia 2024-2025
Questa voce raccoglie le informazioni riguardanti l'Ararat-Armenia nelle competizioni ufficiali della stagione 2024-2025.

## Maglie e sponsor
Lo sponsor tecnico per la stagione 2024-2025 è Puma mentre lo sponsor ufficiale è Tashir.
| Prima divisa | Seconda divisa |

## Rosa
| N. |                       | Ruolo | Calciatore            |
| -- | --------------------- | ----- | --------------------- |
| 1  | Armenia (bandiera)    | P     | Rafayel Manasyan      |
| 3  | Colombia (bandiera)   | D     | José Bueno            |
| 4  | Portogallo (bandiera) | D     | João Queirós          |
| 5  | Armenia (bandiera)    | C     | Hakob Hakobyan        |
| 7  | Argentina (bandiera)  | A     | Alexis Rodríguez      |
| 7  | Armenia (bandiera)    | A     | Žirayr Šaġoyan        |
| 8  | Armenia (bandiera)    | C     | Hovhannes Harutyunyan |
| 9  | Armenia (bandiera)    | A     | Art'owr Serobyan      |
| 10 | Armenia (bandiera)    | C     | Armen Ambartsumyan    |
| 11 | Colombia (bandiera)   | A     | Jonathan Duarte       |
| 12 | Kenya (bandiera)      | C     | Amos Nondi            |
| 15 | Nigeria (bandiera)    | C     | Tenton Yenne          |
| 16 | Armenia (bandiera)    | C     | Edgar Grigoryan       |

| N. |                        | Ruolo | Calciatore          |
| -- | ---------------------- | ----- | ------------------- |
| 17 | Nigeria (bandiera)     | A     | Mathew Gbomadu      |
| 19 | Armenia (bandiera)     | C     | Karen Muradyan      |
| 20 | Kenya (bandiera)       | C     | Alwyn Tera          |
| 21 | Armenia (bandiera)     | C     | Narek Alaverdyan    |
| 22 | Armenia (bandiera)     | D     | Kamo Hovhannisyan   |
| 24 | Armenia (bandiera)     | P     | Arsen Beglaryan     |
| 25 | Bielorussia (bandiera) | D     | Aljaksandr Paŭlavec |
| 31 | Ucraina (bandiera)     | P     | Danylo Kučer        |
| 33 | Ghana (bandiera)       | A     | Eric Ocansey        |
| 34 | Brasile (bandiera)     | D     | Romércio            |
| 36 | Armenia (bandiera)     | C     | Michel Ayvazyan     |
| 45 | Camerun (bandiera)     | A     | Marius Noubissi     |
| 96 | Armenia (bandiera)     | P     | Henri Avagyan       |

## Calciomercato

### Sessione estiva
| Acquisti | Acquisti              | Acquisti         | Acquisti      |
| R.       | Nome                  | da               | Modalità      |
| -------- | --------------------- | ---------------- | ------------- |
| P        | Danylo Kučer          | UTA Arad         | svincolato    |
| D        | João Queirós          | Mafra            | svincolato    |
| D        | Aljaksandr Paŭlavec   | Orenburg         | svincolato    |
| C        | Wbeymar Angulo        | Alaškert         | fine prestito |
| C        | Hakob Hakobyan        | Van Charentsavan | fine prestito |
| C        | Hovhannes Harutyunyan | Soči             | prestito      |
| A        | Agdon                 | Alaškert         | fine prestito |
| A        | Mathew Gbomadu        | Van Charentsavan | fine prestito |
| A        | Marius Noubissi       | Patro Eisden     | svincolato    |
| A        | Eric Ocansey          | Lierse           | svincolato    |

| Cessioni | Cessioni            | Cessioni         | Cessioni      |
| R.       | Nome                | a                | Modalità      |
| -------- | ------------------- | ---------------- | ------------- |
| P        | Damjan Šiškovski    | Borac Banja Luka | svincolato    |
| D        | Alemão              | P'yownik         | svincolato    |
| D        | Léo                 | Bhayangkara      | svincolato    |
| D        | Cássio Scheid       | Malut Utd        | svincolato    |
| D        | Erik Smbatyan       | West Armenia     | definitivo    |
| D        | Davit Terteryan     | Van Charentsavan | svincolato    |
| C        | Wbeymar Angulo      | Malut Utd        | svincolato    |
| C        | Petros Avetisyan    | Chimki           | fine prestito |
| C        | Michel Ayvazyan     | BKMA Erevan      | prestito      |
| C        | Adriano Castanheira | Malut Utd        | svincolato    |
| C        | Nikolaj Kipiani     | Telavi           | svincolato    |
| A        | Agdon               | P'yownik         | definitivo    |
| A        | Artëm Avanesjan     | Noah             | svincolato    |
| A        | Žirayr Šaġoyan      | Debrecen         | prestito      |
| A        | Mohamed Yattara     | Al Dhafra        | svincolato    |

### Sessione invernale
| Acquisti | Acquisti       | Acquisti    | Acquisti      |
| R.       | Nome           | da          | Modalità      |
| -------- | -------------- | ----------- | ------------- |
| P        | Henri Avagyan  | P'yownik    | definitivo    |
| D        | Romércio       | Botafogo-PB | definitivo    |
| A        | Žirayr Šaġoyan | Debrecen    | fine prestito |

| Cessioni | Cessioni         | Cessioni         | Cessioni   |
| R.       | Nome             | a                | Modalità   |
| -------- | ---------------- | ---------------- | ---------- |
| P        | Arsen Beglaryan  | Van Charentsavan | definitivo |
| A        | Alexis Rodríguez | Deportivo Cuenca | svincolato |
| A        | Art'owr Serobyan | Sheriff Tiraspol | prestito   |

## Risultati

### Bardsragujn chumb
| Arbitro: | Nalbandyan |

|  |           |                                 |
|  | Marcatori | 32’ Duarte 68’ (rig.) Rodríguez |

| Arbitro: | Gasparyan |

|                  |           |                                          |
| Yenne 35’ (rig.) | Marcatori | 58’ (rig.) Otubanjo 76’ Agdon 83’ Buhari |

| Arbitro: | Hovhannisyan |

|                             |           |              |
| Pucko 20’ Ignat'ev 59’, 66’ | Marcatori | 81’ Noubissi |

| 25 agosto 2024 4ª giornata |  | – turno di riposo |  |  |

| Arbitro: | Mahtesyan |

|                                |           |                         |
| Yenne 4’ Noubissi 21’ Tera 80’ | Marcatori | 14’ (rig.) Hovhannisyan |

| Arbitro: | Khachatryan |

|  |           |                                            |
|  | Marcatori | 16’ Rodríguez 32’ Ambartsumyan 63’ Ocansey |

| Arbitro: | Manukyan |

|                                                              |           |  |
| Ambartsumyan 10’ Queirós 20’ Serobyan 66’ (rig.) Gbomadu 85’ | Marcatori |  |

| Arbitro: | Mahtesyan |

|                        |           |                                    |
| Tarasenko 45+4’ (rig.) | Marcatori | 36’ Ocansey 90+13’ (rig.) Serobyan |

| Arbitro: | Hovhannisyan |

|                    |           |  |
| Tera 36’ Yenne 67’ | Marcatori |  |

| Arbitro: | Nalbandyan |

|                                  |           |           |
| Bueno 8’ (aut.) Oulad Omar 45+9’ | Marcatori | 35’ Yenne |

| Arbitro: | Kalantaryan |

|                                 |           |                               |
| Noubissi 21’ (rig.), 49’, 90+9’ | Marcatori | 22’ Galstyan 65’ (rig.) Kanté |

| Arbitro: | Vardanyan |

|  |           |                                      |
|  | Marcatori | 74’ Noubissi 80’ Yenne 90+2’ Gbomadu |

| Arbitro: | Nalbandyan |

|  |           |              |
|  | Marcatori | 19’ Ferreira |

| Arbitro: | Harutyunyan |

|                         |           |                                        |
| Eloyan 17’ Hakobyan 86’ | Marcatori | 22’, 34’ Yenne 45+2’, 52’ Ambartsumyan |

| Arbitro: | Ghaltakhchyan |

|                                     |           |  |
| Gbomadu 37’ Yenne 75’ Rodríguez 81’ | Marcatori |  |

| Erevan 10 novembre 2024, ore 15:00 UTC+4 16ª giornata | Ararat    | 0 – 0 referto | Ararat-Armenia | Stadio dell'Accademia calcistica di Erevan\| Arbitro: \| Mahtesyan \| |
| Arbitro:                                              | Mahtesyan |               |                |                                                                       |

| Arbitro: | Manukyan |

|                                          |           |  |
| Noubissi 6’ Rodríguez 89’ Muradyan 90+3’ | Marcatori |  |

| Arbitro: | Hovhannisyan |

|                  |           |                        |
| Metoyan 40’, 85’ | Marcatori | 54’ Noubissi 89’ Yenne |

| 3 dicembre 2024 19ª giornata |  | – turno di riposo |  |  |

| Arbitro: | Ghaltakhchyan |

|                 |           |                                      |
| Harutyunyan 85’ | Marcatori | 53’ (rig.) Bruno Michel 62’ Kalukyan |

| Arbitro: | Nalbandyan |

|                     |           |                       |
| Otubanjo 57’ (rig.) | Marcatori | 15’ Ocansey 66’ Yenne |

| Arbitro: | Ghaltakhchyan |

|         |           |                |
| Tera 9’ | Marcatori | 90+6’ Hakobyan |

| Arbitro: | Harutyunyan |

|                                      |           |  |
| Noubissi 33’ Yenne 41’ Gbomadu 90+3’ | Marcatori |  |

| Arbitro: | Manukyan |

|                                               |           |                                  |
| Šaġoyan 43’ Ocansey 71’ Noubissi 90+1’ (rig.) | Marcatori | 19’ (rig.) Malak'yan 26’ Vareika |

| Arbitro: | Nalbandyan |

|  |           |                               |
|  | Marcatori | 35’ (rig.), 38’, 77’ Noubissi |

| 12 aprile 2025 26ª giornata |  | – turno di riposo |  |  |

| Arbitro: | Ghaltakhchyan |

|                          |           |                               |
| Okonkwo 9’ Bationo 45+9’ | Marcatori | 16’ Noubissi 45’, 48’ Šaġoyan |

| Arbitro: | Yeritsyan |

|  |           |                                               |
|  | Marcatori | 7’ Ambartsumyan 86’, 90+2’ Yenne 90’ Noubissi |

| Arbitro: | Vardanyan |

|                                             |           |         |
| Yenne 23’, 77’ Šaġoyan 30’ Gbomadu 60’, 71’ | Marcatori | 21’ Doh |

| Erevan 9 maggio 2025, ore 16:00 UTC+4 30ª giornata | West Armenia | 0 – 3 (A tavolino) referto | Ararat-Armenia | Stadio dell'Accademia calcistica di Erevan\| Arbitro: \| Hovhannisyan \| |
| Arbitro:                                           | Hovhannisyan |                            |                |                                                                          |

| Arbitro: | Hovhannisyan |

|                                         |           |  |
| Duarte 21’, 52’ Šaġoyan 24’ Yenne 90+4’ | Marcatori |  |

| Arbitro: | Khachatryan |

|                         |           |  |
| Muradjan 25’ Pinson 49’ | Marcatori |  |

| Arbitro: | Kalantaryan |

|                                                                   |           |  |
| Noubissi 29’, 61’, 79’ Harutyunyan 43’ Yenne 74’ Ambartsumyan 76’ | Marcatori |  |

### Coppa d'Armenia
| Arbitro: | Kalantaryan |

|  |           |                  |
|  | Marcatori | 48’ (rig.) Yenne |

| Arbitro: | Mahtesyan |

|                             |           |            |
| Pucko 62’ (aut.) Tera 90+7’ | Marcatori | 42’ Tichij |

| Arbitro: | Nalbandyan |

|  |           |                                 |
|  | Marcatori | 51’ Ocansey 80’ (rig.) Noubissi |

| Arbitro: | Gasparyan |

|                                    |                      |                                   |
|                                    | Marcatori            | 39’ Bratkov 59’ (aut.) Queirós    |
| Noubissi Harutyunyan Šaġoyan Bueno | Tiri di rigore 4 – 2 | Malak'yan Voskanyan Udo Vakulenko |

| Arbitro: | Harutyunyan |

|                             |           |              |
| Ferrerira 40’, 57’ Aiás 87’ | Marcatori | 44’ Noubissi |

### Conference League

#### Secondo turno preliminare
| Arbitro: | Jović |

|  |           |                                      |
|  | Marcatori | 22’ (rig.) Serobyan 74’, 89’ Ocansey |

| Arbitro: | Diamantopoulos |

|                                          |           |              |
| Yenne 28’ Serobyan 68’ (rig.) Duarte 88’ | Marcatori | 62’ Ohajunwa |

#### Terzo turno preliminare
| Arbitro: | Hagenes |

|  |           |             |
|  | Marcatori | 89’ Soisalo |

| Arbitro: | Nuza |

|                            |           |                                         |
| Nagy 8’, 47’ Favorov 90+4’ | Marcatori | 40’ Serobyan 44’ Harutyunyan 84’ Duarte |

### Supercoppa d'Armenia
| Arbitro: | Kalantaryan |

|  |           |                                              |
|  | Marcatori | 3’, 78’ Noubissi 8’ Yenne 40’ (aut.) Bratkov |

## Statistiche

### Statistiche di squadra
| Competizione         | Punti | In casa | In casa | In casa | In casa | In casa | In casa | In trasferta | In trasferta | In trasferta | In trasferta | In trasferta | In trasferta | Totale | Totale | Totale | Totale | Totale | Totale | DR  |
| Competizione         | Punti | G       | V       | N       | P       | Gf      | Gs      | G            | V            | N            | P            | Gf           | Gs           | G      | V      | N      | P      | Gf     | Gs     | DR  |
| -------------------- | ----- | ------- | ------- | ------- | ------- | ------- | ------- | ------------ | ------------ | ------------ | ------------ | ------------ | ------------ | ------ | ------ | ------ | ------ | ------ | ------ | --- |
| Bardsragujn chumb    | 66    | 15      | 11      | 1       | 3       | 42      | 13      | 15           | 10           | 2            | 3            | 33           | 15           | 30     | 21     | 3      | 6      | 75     | 28     | +47 |
| Coppa d'Armenia      | -     | 2       | 1       | 0       | 1       | 2       | 3       | 3            | 2            | 0            | 1            | 4            | 3            | 5      | 3      | 0      | 2      | 6      | 6      | 0   |
| Conference League    | -     | 2       | 1       | 0       | 1       | 3       | 2       | 2            | 1            | 1            | 0            | 6            | 3            | 4      | 2      | 1      | 1      | 9      | 5      | +4  |
| Supercoppa d'Armenia | -     | 0       | 0       | 0       | 0       | 0       | 0       | 1            | 1            | 0            | 0            | 4            | 0            | 1      | 1      | 0      | 0      | 4      | 0      | +4  |
| Totale               | 66    | 19      | 13      | 1       | 5       | 47      | 18      | 21           | 14           | 3            | 4            | 47           | 21           | 40     | 27     | 4      | 9      | 94     | 39     | +55 |

### Andamento in campionato
| Giornata  | 1 | 2 | 3 | 4 | 5 | 6 | 7 | 8 | 9 | 10 | 11 | 12 | 13 | 14 | 15 | 16 | 17 | 18 | 19 | 20 | 21 | 22 | 23 | 24 | 25 | 26 | 27 | 28 | 29 | 30 | 31 | 32 | 33 |
| --------- | - | - | - | - | - | - | - | - | - | -- | -- | -- | -- | -- | -- | -- | -- | -- | -- | -- | -- | -- | -- | -- | -- | -- | -- | -- | -- | -- | -- | -- | -- |
| Luogo     | T | C | T | – | C | T | C | T | C | T  | C  | T  | C  | T  | C  | T  | C  | T  | –  | C  | T  | C  | C  | C  | T  | –  | T  | T  | C  | T  | C  | T  | C  |
| Risultato | V | P | P | – | V | V | V | V | V | P  | V  | V  | P  | V  | V  | N  | V  | N  | –  | P  | V  | N  | V  | V  | V  | –  | V  | V  | V  | V  | V  | P  | V  |
| Posizione | 2 | 1 | 8 | 8 | 5 | 4 | 4 | 2 | 2 | 3  | 2  | 2  | 3  | 3  | 3  | 3  | 3  | 3  | 4  | 4  | 4  | 4  | 4  | 3  | 2  | 3  | 3  | 2  | 2  | 2  | 2  | 2  | 2  |

Legenda:

Luogo: C = Casa; T = Trasferta. Risultato: V = Vittoria; N = Pareggio; P = Sconfitta.

### Statistiche dei giocatori
Sono in corsivo i calciatori che hanno lasciato la società a stagione in corso.
| Giocatore       | Bardsragujn chumb | Bardsragujn chumb | Bardsragujn chumb | Bardsragujn chumb | Coppa d'Armenia | Coppa d'Armenia | Coppa d'Armenia | Coppa d'Armenia | UEFA Conference League | UEFA Conference League | UEFA Conference League | UEFA Conference League | Supercoppa d'Armenia | Supercoppa d'Armenia | Supercoppa d'Armenia | Supercoppa d'Armenia | Totale   | Totale | Totale      | Totale     |
| Giocatore       | Presenze          | Reti              | Ammonizioni       | Espulsioni        | Presenze        | Reti            | Ammonizioni     | Espulsioni      | Presenze               | Reti                   | Ammonizioni            | Espulsioni             | Presenze             | Reti                 | Ammonizioni          | Espulsioni           | Presenze | Reti   | Ammonizioni | Espulsioni |
| --------------- | ----------------- | ----------------- | ----------------- | ----------------- | --------------- | --------------- | --------------- | --------------- | ---------------------- | ---------------------- | ---------------------- | ---------------------- | -------------------- | -------------------- | -------------------- | -------------------- | -------- | ------ | ----------- | ---------- |
| N. Alaverdyan   | 6                 | 0                 | 0                 | 0                 | 1               | 0               | 0               | 0               | 0                      | 0                      | 0                      | 0                      | 0                    | 0                    | 0                    | 0                    | 7        | 0      | 0           | 0          |
| A. Ambartsumyan | 29                | 6                 | 3                 | 0                 | 5               | 0               | 1               | 0               | 4                      | 0                      | 1                      | 0                      | 1                    | 0                    | 0                    | 0                    | 39       | 6      | 5           | 0          |
| H. Avagyan      | 10                | -9                | 0                 | 0                 | 5               | -6              | 0               | 0               | 0                      | 0                      | 0                      | 0                      | 1                    | -0                   | 0                    | 0                    | 16       | -15    | 0           | 0          |
| M. Ayvazyan     | 1                 | 0                 | 0                 | 0                 | 0               | 0               | 0               | 0               | 1                      | 0                      | 0                      | 0                      | 0                    | 0                    | 0                    | 0                    | 2        | 0      | 0           | 0          |
| A. Beglaryan    | 7                 | -9                | 0                 | 0                 | 0               | 0               | 0               | 0               | 2                      | -1                     | 0                      | 0                      | 0                    | 0                    | 0                    | 0                    | 9        | -10    | 0           | 0          |
| J. Bueno        | 22                | 0                 | 3                 | 1                 | 5               | 0               | 2               | 1               | 4                      | 0                      | 0                      | 0                      | 1                    | 0                    | 0                    | 0                    | 32       | 0      | 5           | 2          |
| J. Duarte       | 21                | 3                 | 5                 | 0                 | 5               | 0               | 1               | 0               | 4                      | 2                      | 2                      | 0                      | 1                    | 0                    | 0                    | 0                    | 31       | 5      | 8           | 0          |
| M. Gbomadu      | 26                | 6                 | 0                 | 0                 | 5               | 0               | 0               | 0               | 3                      | 0                      | 0                      | 0                      | 1                    | 0                    | 0                    | 0                    | 35       | 6      | 0           | 0          |
| E. Grigoryan    | 26                | 0                 | 3                 | 0                 | 4               | 0               | 1               | 0               | 4                      | 0                      | 2                      | 0                      | 1                    | 0                    | 0                    | 0                    | 35       | 0      | 6           | 0          |
| H. Hakobyan     | 10                | 0                 | 1                 | 0                 | 1               | 0               | 0               | 0               | 0                      | 0                      | 0                      | 0                      | 1                    | 0                    | 0                    | 0                    | 12       | 0      | 1           | 0          |
| H. Harutyunyan  | 22                | 2                 | 3                 | 0                 | 3               | 0               | 0               | 0               | 4                      | 1                      | 1                      | 0                      | 1                    | 0                    | 0                    | 0                    | 30       | 3      | 4           | 0          |
| K. Hovhannisyan | 23                | 0                 | 1                 | 0                 | 5               | 0               | 0               | 0               | 4                      | 0                      | 0                      | 0                      | 1                    | 0                    | 0                    | 0                    | 33       | 0      | 1           | 0          |
| D. Kučer        | 13                | -10               | 1                 | 0                 | 0               | 0               | 0               | 0               | 2                      | -4                     | 0                      | 0                      | 0                    | 0                    | 0                    | 0                    | 15       | -14    | 1           | 0          |
| K. Muradyan     | 27                | 1                 | 7                 | 0                 | 5               | 0               | 1               | 0               | 3                      | 0                      | 0                      | 0                      | 1                    | 0                    | 0                    | 0                    | 36       | 1      | 8           | 0          |
| A. Nondi        | 21                | 0                 | 4                 | 1                 | 3               | 0               | 0               | 0               | 4                      | 0                      | 1                      | 1                      | 0                    | 0                    | 0                    | 0                    | 28       | 0      | 5           | 2          |
| M. Noubissi     | 26                | 18                | 5                 | 1                 | 5               | 2               | 1               | 0               | 0                      | 0                      | 0                      | 0                      | 1                    | 2                    | 0                    | 0                    | 32       | 22     | 6           | 1          |
| E. Ocansey      | 25                | 4                 | 2                 | 0                 | 5               | 1               | 0               | 0               | 4                      | 2                      | 0                      | 0                      | 1                    | 0                    | 0                    | 0                    | 35       | 7      | 2           | 0          |
| A. Paŭlavec     | 13                | 0                 | 5                 | 0                 | 1               | 0               | 0               | 0               | 0                      | 0                      | 0                      | 0                      | 0                    | 0                    | 0                    | 0                    | 14       | 0      | 5           | 0          |
| J. Queirós      | 26                | 1                 | 10                | 1                 | 5               | 0               | 1               | 0               | 4                      | 0                      | 0                      | 0                      | 1                    | 0                    | 0                    | 0                    | 36       | 1      | 11          | 1          |
| A. Rodríguez    | 15                | 4                 | 3                 | 0                 | 0               | 0               | 0               | 0               | 4                      | 0                      | 2                      | 0                      | 0                    | 0                    | 0                    | 0                    | 19       | 4      | 5           | 0          |
| Romércio        | 4                 | 0                 | 0                 | 0                 | 1               | 0               | 0               | 0               | 0                      | 0                      | 0                      | 0                      | 0                    | 0                    | 0                    | 0                    | 5        | 0      | 0           | 0          |
| Ž. Šaġoyan      | 12                | 5                 | 2                 | 0                 | 5               | 0               | 1               | 0               | 0                      | 0                      | 0                      | 0                      | 1                    | 0                    | 0                    | 0                    | 18       | 5      | 3           | 0          |
| A. Serobyan     | 16                | 2                 | 1                 | 0                 | 0               | 0               | 0               | 0               | 4                      | 3                      | 0                      | 0                      | 0                    | 0                    | 0                    | 0                    | 20       | 5      | 1           | 0          |
| A. Tera         | 25                | 3                 | 2                 | 0                 | 4               | 1               | 1               | 0               | 4                      | 0                      | 0                      | 0                      | 1                    | 0                    | 0                    | 0                    | 34       | 4      | 3           | 0          |
| T. Yenne        | 28                | 17                | 2                 | 0                 | 4               | 1               | 0               | 0               | 4                      | 1                      | 1                      | 0                      | 1                    | 1                    | 0                    | 0                    | 37       | 20     | 3           | 0          |